# Theo Baker
Theo Baker (nacido en 2004 o 2005) es un periodista de investigación estadounidense de The Stanford Daily, el periódico estudiantil de la Universidad Stanford. En 2023, se convirtió en el ganador más joven del Premio George Polk por sus reportajes que llevaron a la dimisión del presidente de Stanford, Marc Tessier-Lavigne.

## Informes
Como reportero novato en The Stanford Daily, Baker comenzó a publicar historias en noviembre de 2022 sobre acusaciones de manipulación de imágenes contra el presidente de Stanford, Marc Tessier-Lavigne, lo que llevó a una investigación formal por parte de la universidad. Baker se enteró de las acusaciones a través del sitio web de revisión científica PubPeer y se las llevó a la experta en integridad científica Elisabeth Bik. Un abogado que representa a Tessier-Lavigne envió lo que se ha descrito como «amenazas legales» a Baker, describiendo sus informes como «repletos de falsedades».
En julio de 2023, el informe final de la universidad encontró que la investigación de Tessier-Lavigne «cayó por debajo de los estándares habituales de rigor y proceso científico», pero no constituyó fraude. Posteriormente, Baker publicó otra historia de que el panel de investigación no concedió el anonimato a algunos testigos, por lo que no pudieron testificar debido a acuerdos de confidencialidad activos. Tessier-Lavigne anunció su renuncia como presidente de Stanford el 19 de julio de 2023, y varios medios de comunicación importantes, incluidos The New York Times y The Washington Post, la atribuyeron como resultado directo de las historias de The Stanford Daily.

### Premios
En febrero de 2023, The Stanford Daily recibió el premio George Polk 2022 por sus informes sobre Tessier-Lavigne, la primera vez que un periódico independiente dirigido por estudiantes gana el premio. Los premios Polk le otorgaron a Baker un «premio especial», convirtiéndolo en el más joven en ganarlo. También recibió el Premio James Madison a la Libertad de Información del capítulo del Norte de California de la Sociedad de Periodistas Profesionales.

## Vida personal

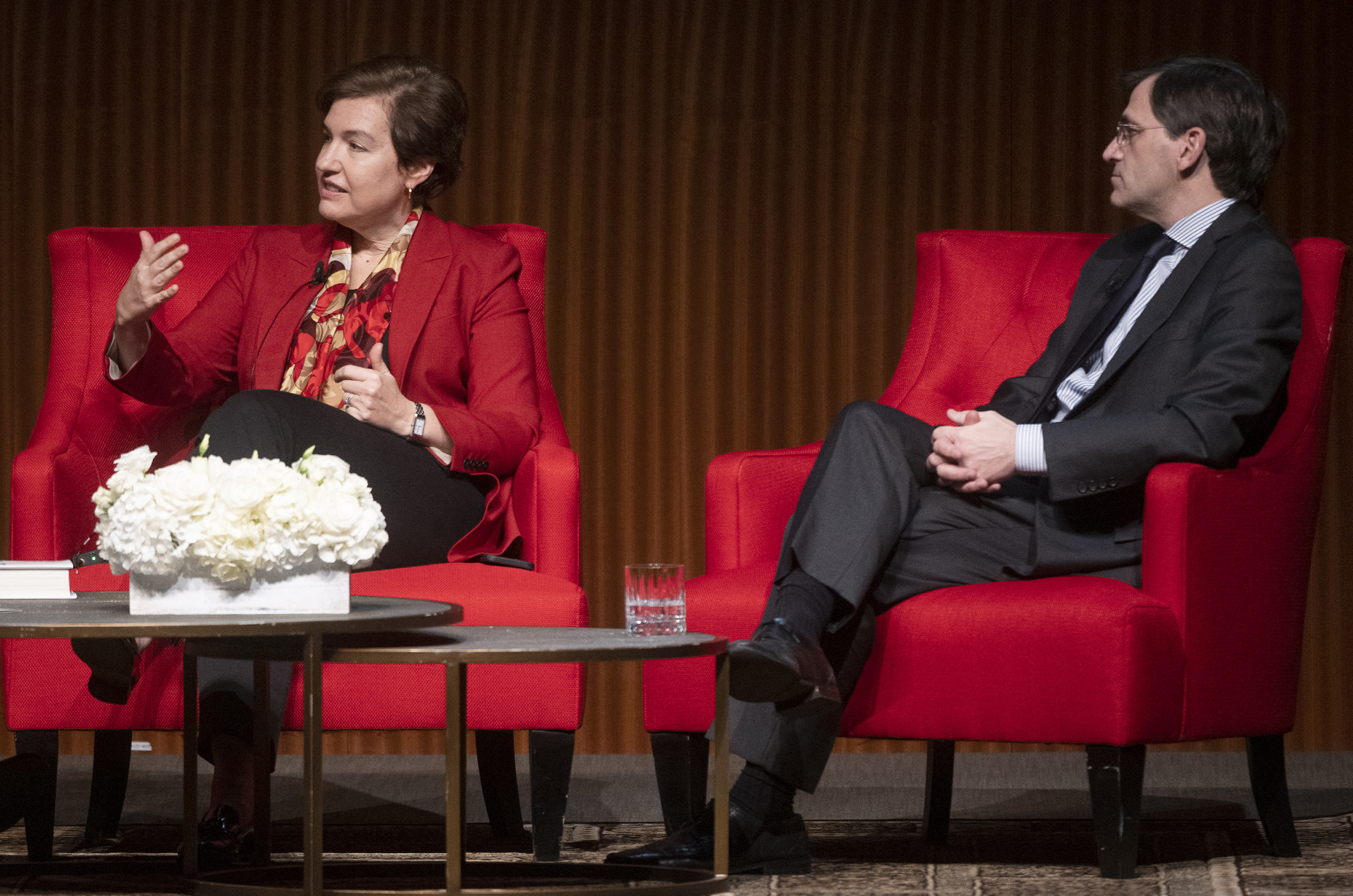
Los padres de Theo Baker son los periodistas Peter Baker y Susan Glasser.

Baker es del área de Washington D. C.. y es hijo de los periodistas Peter Baker y Susan Glasser. En respuesta a las críticas de que es un «nepo baby», Baker dijo que tenía suerte de tener buenos modelos a seguir, pero que mantiene a sus padres «completamente separados» de sus reportajes. Baker le dijo a Teen Vogue que anteriormente había dicho que nunca se convertiría en periodista, pero cambió de opinión para «sentirse conectado con [su] difunto abuelo, que falleció apenas dos semanas antes de que [él] comenzara en Stanford, y quien siempre se sentaba y hablar sobre su tiempo haciendo periodismo estudiantil».